# Olympische Sommerspiele 1984/Teilnehmer (Libanon)
| Gelbes Symbol für Goldmedaillen mit stilisierten Olympischen Ringen | Graues Symbol für Silbermedaillen mit stilisierten Olympischen Ringen | Braundes Symbol für Bronzemedaillen mit stilisierten Olympischen Ringen |
| ------------------------------------------------------------------- | --------------------------------------------------------------------- | ----------------------------------------------------------------------- |
| —                                                                   | —                                                                     | —                                                                       |

Der Libanon nahm an den Olympischen Sommerspielen 1984 in Los Angeles, USA, mit einer Delegation von 22 Sportlern (21 Männer und eine Frau) teil.

## Teilnehmer nach Sportarten

### Boxen
- Mohamed Halibi
Halbmittelgewicht: 17. Platz

### Fechten
- Henri Darricau
Florett, Einzel: 39. Platz
Florett, Mannschaft: 13. Platz

- Dany Haddad
Florett, Einzel: 43. Platz
Florett, Mannschaft: 13. Platz

- Yves Daniel Darricau
Florett, Einzel: 53. Platz
Florett, Mannschaft: 13. Platz

- Michel Youssef
Florett, Mannschaft: 13. Platz

### Gewichtheben
- Mahmoud Tarha
Fliegengewicht: DNF

### Judo
- Michel Estephan
Superleichtgewicht: 18. Platz

- Jihad el-Achkar
Halbleichtgewicht: 20. Platz

- Rony Khawam
Leichtgewicht: 19. Platz

### Leichtathletik
- Jean-Yves Mallat
100 Meter: Vorläufe
200 Meter: Vorläufe

- Ghabi Issa Khouri
Weitsprung: 27. Platz in der Qualifikation

- Zeina Mina
Frauen, 400 Meter: Vorläufe

### Radsport
- Sirop Arslanian
Straßenrennen, Einzel: DNF

### Ringen
- Issam Awarke
Weltergewicht, griechisch-römisch: Gruppenphase

### Schießen
- Jean Gemayel
Trap: 51. Platz

- Elia Nasrallah
Trap: 57. Platz

- Elias Harb
Skeet: 57. Platz

- Gebrael Haoui
Skeet: 58. Platz

### Schwimmen
- Percy Sayegh
100 Meter Freistil: 66. Platz
200 Meter Freistil: 55. Platz

- Rami Kantari
100 Meter Freistil: 67. Platz
200 Meter Freistil: 56. Platz
100 Meter Rücken: Vorläufe

- Ibrahim el-Baba
100 Meter Rücken: 44. Platz
100 Meter Schmetterling: 47. Platz

- Amine el-Domyati
100 Meter Brust: 50. Platz